# Amora (Marke)
Die Marke Amora gehört zur Amora Maille Société Industrielle, einem Unternehmen mit Sitz in Chevigny-Saint-Sauveur nahe der burgundischen Hauptstadt Dijon.

## Geschichte
Die Marke geht auf die Essigproduktion von François Naigeon aus dem Jahre 1703 zurück und wird seit 1756 verwendet. Als Armand Bizouard dieses Unternehmen 1919 übernahm, ließ er sich den Markennamen schützen und verkaufte die Produkte fortan unter seinem Nachnamen als Handelsnamen. Raymond Sachot, der das Unternehmen zwischen 1931 und 1972 führte, ließ die Marke 1934 wieder auferstehen, nachdem ein Markenschutz von Bloomingdale’s ausgelaufen war.
Ende der 1970er-Jahre gerieten der Mitbewerber Maille und Amora unter das Dach von Gervais Danone und wurden fusioniert.
Seit 1999 gehört Amora zum Unilever-Konzern (Kaufpreis 715 Millionen Euro) und beschäftigt sich mit der Herstellung von Senf, Gewürzsaucen und verwandten Produkten wie etwa Salatdressings. Neben der Fabrikation in Dijon betreibt das Unternehmen Werke unter anderem in Chevigny und Appoigny. Alle Betriebe sind nach ISO 9002 zertifiziert. Bekannt wurde die Marke insbesondere durch die Produktion von Dijon-Senf, der nach einem definierten Herstellungsverfahren gefertigt werden muss. Im April 2005 wurde ein „Innovationszentrum“ in Dijon eröffnet, in dem 65 Mitarbeiter aus 14 Ländern das Produktspektrum von Amora ausweiten und die Produkte für die unterschiedlichen Geschmacksgewohnheiten der einzelnen Länder ausrichten sollen. 
Das Unternehmen betrieb bis 2006 ein Museum, das „Musée Amora“ in Dijon.

## Amora in Deutschland
In Deutschland agiert die nicht zu Unilever gehörende Melfor GmbH mit Sitz in St. Ingbert, welche unter der Marke Amora neben verschiedenen Senfprodukten auch Cornichons vertreibt.